# Second règne

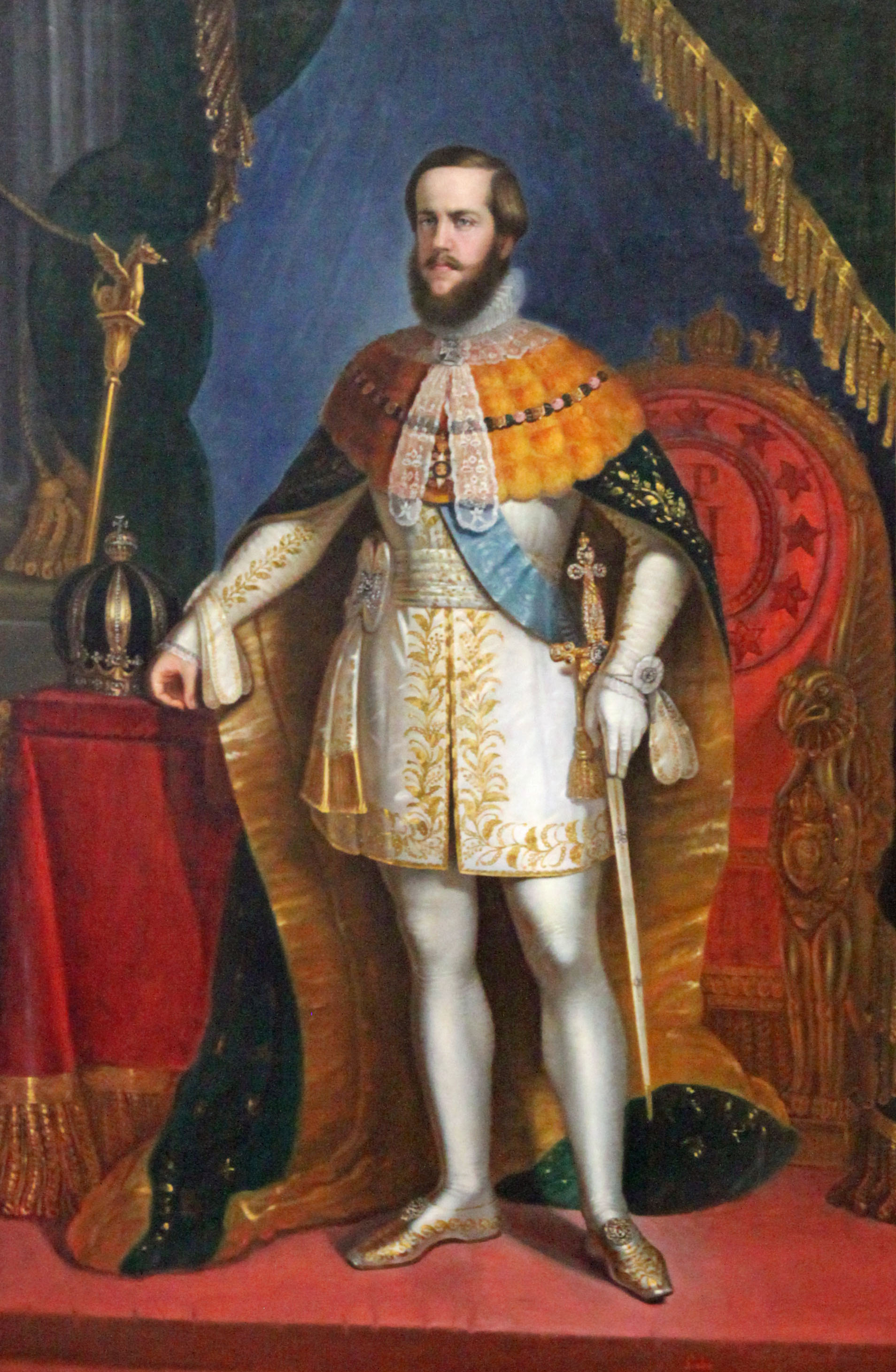
Peinture de l'empereur avec son costume majestueux et l'insigne impérial. Pedro II régna sur le Brésil entre 1831 et 1889, jusqu'à ce qu'il soit détrôné par la proclamation de la République.

Le Second Règne est une période de l'histoire du Brésil, faisant partie de l'empire du Brésil, qui comprend 49 ans, commençant avec la fin de la période de régence, le 23 juillet 1840, avec la déclaration de majorité de Pedro de Alcântara, et ayant pris fin le 15 novembre 1889, lorsque la monarchie constitutionnelle parlementaire est renversée par la proclamation de la république.
C'est une période de grand progrès culturel et d'une grande importance pour le Brésil, avec la croissance et la consolidation de la nation brésilienne en tant que pays indépendant et en tant que membre important parmi les nations américaines. À cette époque, la solidification de l'armée et de la marine, culminant avec la guerre du Paraguay en 1865, et de profonds changements dans la sphère sociale, tels que la libération progressive des esclaves noirs et l'encouragement de l'immigration européenne à rejoindre la main-d'œuvre brésilienne, sont évidents. Les arts visuels, la littérature et le théâtre vivent un essor pendant cette période. Bien que fortement influencé par les styles européens allant du néoclassicisme au romantisme, chaque concept a été adapté pour créer une culture véritablement brésilienne. Durant cette période, l'expansion de l'urbanisation dans les grandes villes  et la construction à grande échelle de voies ferrées se sont produites, ces dernières visant à mobiliser plus efficacement les flux de biens de consommation et l'intériorisation du pays ; des télégraphes électriques qui relient les provinces brésiliennes et d'autres pays d'Amérique du Sud sont introduites et des lignes de bateaux à vapeur qui actualisent les marines marchandes et de guerre sont produites,,,,,,. La seconde moitié du XIXe siècle est marquée par une modernisation brésilienne naissante basée sur des piliers essentiels: l'économie du café dans le sud-est, la fin de la traite négrière et l'abolition progressive de l'esclavage, le remplacement de l'ancien système esclavagiste par le salariat, des incitations à l'industrie à mûrir et à assumer, à la fin du Second Règne, une position de plus en plus importante.